# 特進
特進（とくしん）とは、
- 古代の中国で功臣に与えられた称号の一つ。後述。
- 特別昇進の略。
- 特別進学の略。

特進（とくしん）とは、古代の中国で功臣に与えられた称号の一つ。唐では正二品の文官に対する散官とされた。

## 概要
『宋書』百官志（上、巻39）には、「前漢世所置、前後二漢及魏、晋以為加官，従本官車服，無吏卒。晋恵帝元康中定位令在諸公下，驃騎将軍上。」とある。
前漢の宣帝の時代に許広漢が任じられたのが最初とされる。当初は、無官の列侯に対してのみ与えられた待遇で、官職に就いていないあるいは退いた者であっても、特進が与えられること（加官）によって朝廷の会議に参加することが許されていた。後漢に入ると高位の武官には儀同三司が与えられることで特進の上に立つことが出来るようになり、魏に入ると列侯の交替（漢の列侯の廃止と魏の功臣の列侯取立）とともに特進の待遇や位置づけが混乱したものの、晋代には礼制の再編によって列侯の上位に五等爵が導入されるとともに儀同三司とともに文官である光禄大夫の加官として位置づけられるようになった（ただし、儀同三司を特進よりも上に位置づける待遇も変わらず）。南北朝時代に入り、儀同三司や光禄大夫の地位から実際の役割が失われていくと、散官としての意味合いを持つようになり、唐に入ると実質文官最高の散官であった開府儀同三司に次ぐ散官として位置づけられた。